# Бёрфинк
Бёрфинк (нем. Börfink) — община в Германии, в земле Рейнланд-Пфальц. 
Входит в состав района Биркенфельд. Подчиняется управлению Биркенфельд.  Население составляет 178 человек (на 31 декабря 2010 года). Занимает площадь 8,22 км².